# Peter Besemacher
Peter Besemacher (1634 i Schiedam i Holland – 4. juni 1709) var en dansk søofficer.
Han fødtes i Schiedam i Holland og gjorde i sin ungdom tjeneste på admiral Jacob van Wassenaer Obdams flåde som kvartermester. 1676 kom han her til landet og ansattes som månedskaptajn med kommandørkaptajns bestalling. Året efter var han som Niels Juels flagkaptajn chef for Christianus Qvintus, udmærkede sig i slaget på Køge Bugt og dekoreredes med kongens portræt i en guldkæde. 1679 førte han en lille eskadre på to orlogsskibe og tre fregatter på konvoj; i juni havde han med denne en kamp at bestå med svenskerne ud for Kalmarsund; måneden derefter under admiral Henrik Spans overkommando sloges han atter med svenskerne samme sted, efter hvilken træfning han avancerede til fast orlogskaptajn af 1. klasse. 1683 tildeltes der Besemacher kommandørs karakter. 1700 blev han interimistisk schoutbynacht og var med orlogsskibet Prins Frederik under Gyldenløves kommando, men afskedigedes samme år, anklaget for ulovlig omgang med mandskabets kost. Han var gift og havde fire sønner, hvoraf en senere blev søofficer. I sine konduitelister omtaler Niels Juel ham som en dygtig officer, men forfalden til drik. Han døde 4. juni 1709.